# Jezioro Przybiernowskie
Jezioro Przybiernowskie – jezioro na Równinie Gryfickiej, położone w gminie Przybiernów, w powiecie goleniowskim, w woj. zachodniopomorskim. Znajduje się w zlewni rzeki Wołczenicy, na północnym krańcu Puszczy Goleniowskiej. Las otacza jedynie północny oraz południowy brzeg.
Według danych gminy Przybiernów powierzchnia zbiornika wynosi 88,9 ha, jednak inne źródło podaje 88,15 ha. Maksymalna głębokość to 5,3 m, a średnia 2,8 m.
Na północnym brzegu znajduje się kąpielisko niestrzeżone. Zbiornik znajduje się w obszarze Nadleśnictwa Rokita, które tutejsze kąpielisko wyposażyło w stoły, ławy, ścieżkę spacerową, miejsce na ognisko. Nad jeziorem zbudowany jest drewniany pomost. 
Według danych z 2008 jakość wody kąpieliska nad Jeziorem Przybiernowskim odpowiada wymaganiom sanitarnym.
Według typologii rybackiej jest jeziorem karasiowym. 
Na północny zachód od jeziora leży wieś Zabierzewo. Na wschód od jeziora biegnie droga ekspresowa S3; ok. 1 km na wschód znajduje się wieś Przybiernów.
Na wodach Jeziora Przybiernowskiego obowiązuje zakaz używania jednostek pływających napędzanych silnikami o mocy powyżej 6 KM.